# Şebinkarahisar
Şebinkarahisar (hist. gr. Koloneia, Κολώνεια)– miasto w Turcji w prowincji Giresun. 
Według danych z 2000 miasto zamieszkiwało 36800 osób.